# Anselmo Botturnio
Anselmo Botturnio (Castel Goffredo, 1470 – Vicenza, 1530) è stato un teologo italiano.

## Biografia
Era figlio di Giacomo de Buttaris di Castel Goffredo.
Conosciuto come Anselmus Bochturnius Vicentinus entrò sin da giovane nell'Ordine dei frati Eremitani di Sant'Agostino trascorrendo la sua vita nel convento di San Michele di Vicenza.
Si laureò in teologia a Bologna nel 1505.  Nel 1513 fu nominato vicario generale nel convento di Treviso e nel 1515 fu a Padova a capo della scuola agostiniana alla facoltà teologica.  
Nel 1520 scrisse un'opera contro il teologo tedesco Martin Lutero, la sua Christiana de indulcentiis assertio, stampata a Venezia nel 1521, nella quale invita il confratello a tornare a sottomettersi all'autorità del papa e nello stesso anno redige la Pro defensione religionis Christianae.
Per la sua fama di teologo nel 1530 si occupò dello scisma della chiesa di Roma da parte del re Enrico VIII d'Inghilterra.